# شهرستان عطبره
شهرستان عطبره (به عربی: محلیة عطبرة) یک منطقهٔ مسکونی در سودان است که در رود نیل واقع شده‌است.